# Уилям Джиок
Уилям Франсис Джиок е американски химик, носител на Нобелова награда за химия за 1949 година „за изследванията му върху свойствата на материята при температури, близки до абсолютната нула“. Прекарва почти цялата си образователна и професионална кариера в Университета на Калифорния в Бъркли.

## Биография

### Произход и образование
Роден е на 12 май 1895 година в Ниагара Фолс, Онтарио, Канада. Тъй като родителите му са американски граждани, те се връщат в САЩ, където посещава държавни училища, предимно в Мичиган. След смъртта на баща му през 1908 г. семейството се връща в Ниагара Фолс, където учи в Ниагара Фолс колидж институт.
След дипломирането си търси работа в разни централи на Ниагарския водопад, както по финансови причини, така и за да прави кариера в областта на електротехниката. Търпи неуспех.
В крайна сметка обаче молбата му е приета от „Хукър“ – електрохимическа компания в Ню Йорк, на Ниагарския водопад, която го наема в своята лаборатория. Харесва работата и решава да стане инженер-химик.
След 2 години на работа влиза в Колежа по химия на Калифорнийския университет в Бъркли, където получава бакалавърска степен с отличие през 1920 година. Получава докторска степен по химия с втора специалност по физика през 1922 г.

### Научна дейност
Въпреки че започва висшето си образование с намерение да стане инженер, скоро в него се развива интерес в областта на научните изследвания под влияние на проф. Гилбърт Нютън Люис. Поради изключителното си представяне като студент, Джиок става преподавател по химия в Бъркли през 1922 г. и след като преминава през различни степени на професура, става пълноправен професор по химия през 1934 г, оттегля се през 1962 година.
Започва да се интересува от третия закон на термодинамиката, който е областта на научните изследвания на неговите експериментална проучвания за докторска дисертация. В научните изследвания с Джордж Ърнест Гибсън сравняват относителните ентропии на глицеринови кристали и стъкло. Основната цел на неговите изследвания е да се покаже чрез набор от подходящи тестове, че третият закон на термодинамиката, е основен природен закон. През 1926 г. той предлага метод за достигане на температури около един келвин. Той разработва магнитно устройство за охлаждане по собствен дизайн, за да постигне като резултат, температури все по-близо до абсолютната нула. Тази новаторската работа, води освен от доказване на един от основните закони на природата и до разработване на по-здрава стомана, по-добър бензин и по-ефективни процеси в редица отрасли на промишлеността.
Неговите изследвания и тази на неговите ученици включва определянето на ентропията на голям брой кондензирани газове.
Неговите изследвания на ентропията на кислород с Ерик Джонстън, води до откриването на кислородни изотопи 17 и 18 в атмосферата на Земята и показва, че физици и химици са ползвали различни скали на атомна маса в продължение на години, без да са подозирали.